# موتور حاجی حیدر (ایرانشهر)
موتور حاجی حیدر یک منطقهٔ مسکونی در ایران است که در دهستان حومه (ایرانشهر) واقع شده‌است. موتور حاجی حیدر ۱۹ نفر جمعیت دارد.